# Ballon (Charente-Maritime)
Ballon település Franciaországban, Charente-Maritime megyében. Lakosainak száma 823 fő (2022. január 1.). Ballon Breuil-Magné, Ciré-d’Aunis, Thairé, Le Thou és Yves községekkel határos.

## Népesség
A település népességének változása:
| Lakosok száma | 345  | 432  | 482  | 640  | 775  | 787  | 795  | 804  | 809  | 823  |
|               | 1968 | 1982 | 1990 | 2006 | 2013 | 2015 | 2017 | 2019 | 2020 | 2022 |